# Dodge Custom
Dodge Custom – samochód osobowy klasy luksusowej produkowany pod amerykańską marką Dodge w latach 1946–1949. 
W zależności od poziomu wyposażenia i docelowej grupy klientów, samochód oferowano pod nazwą Custom lub Dodge Deluxe.

## Galeria

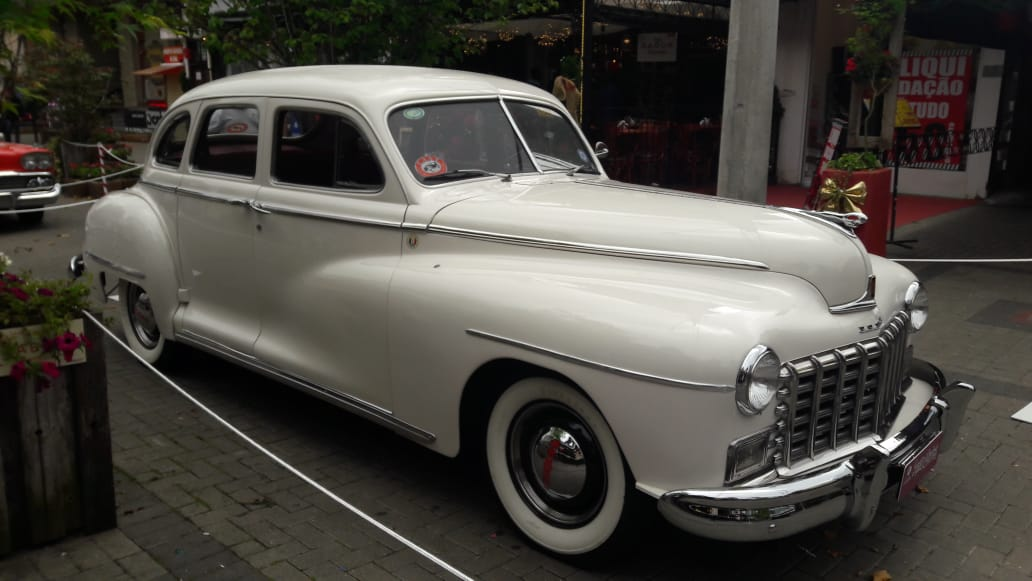
Dodge Custom Limousine
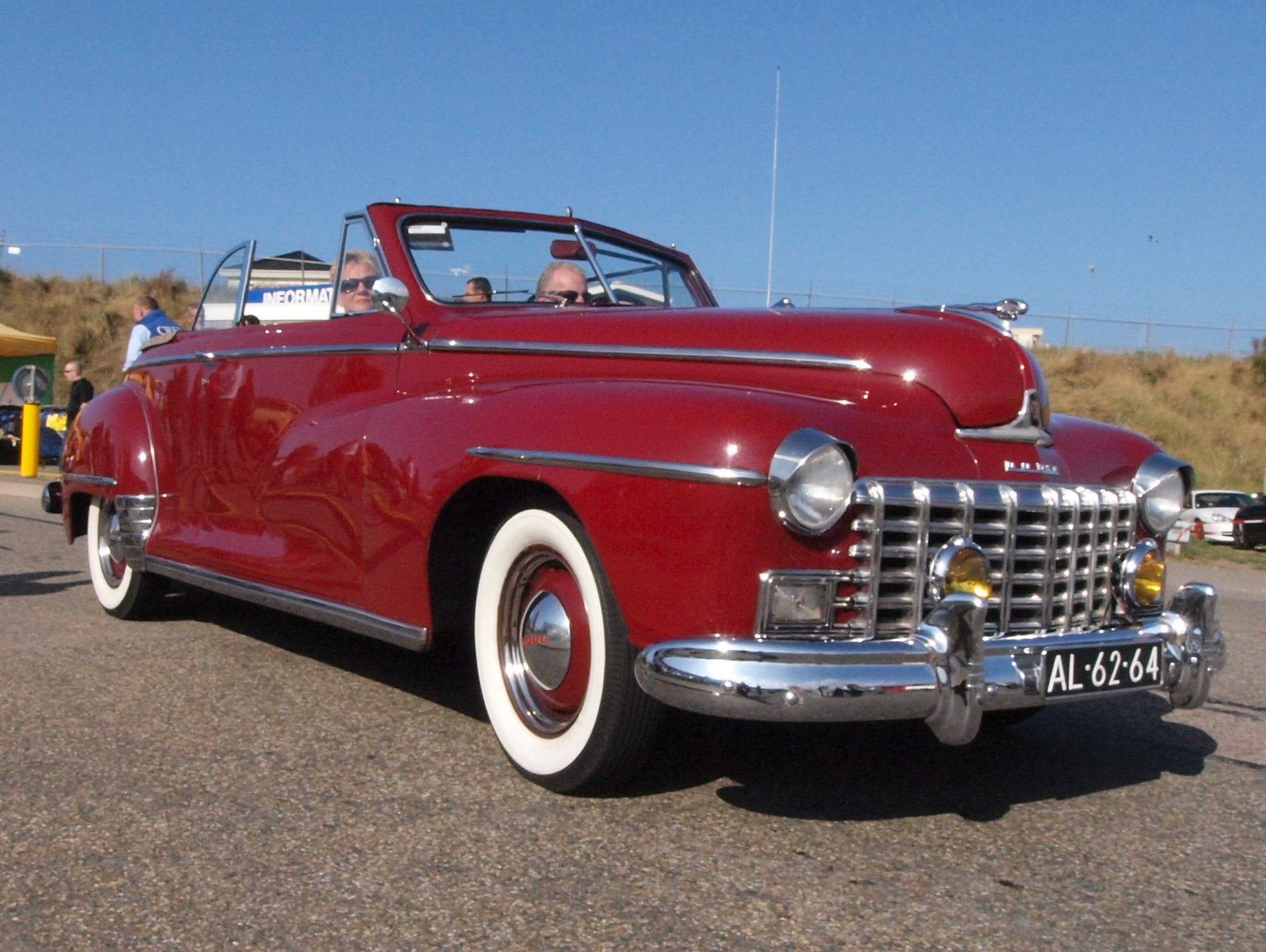
Dodge Custom Cabriolet
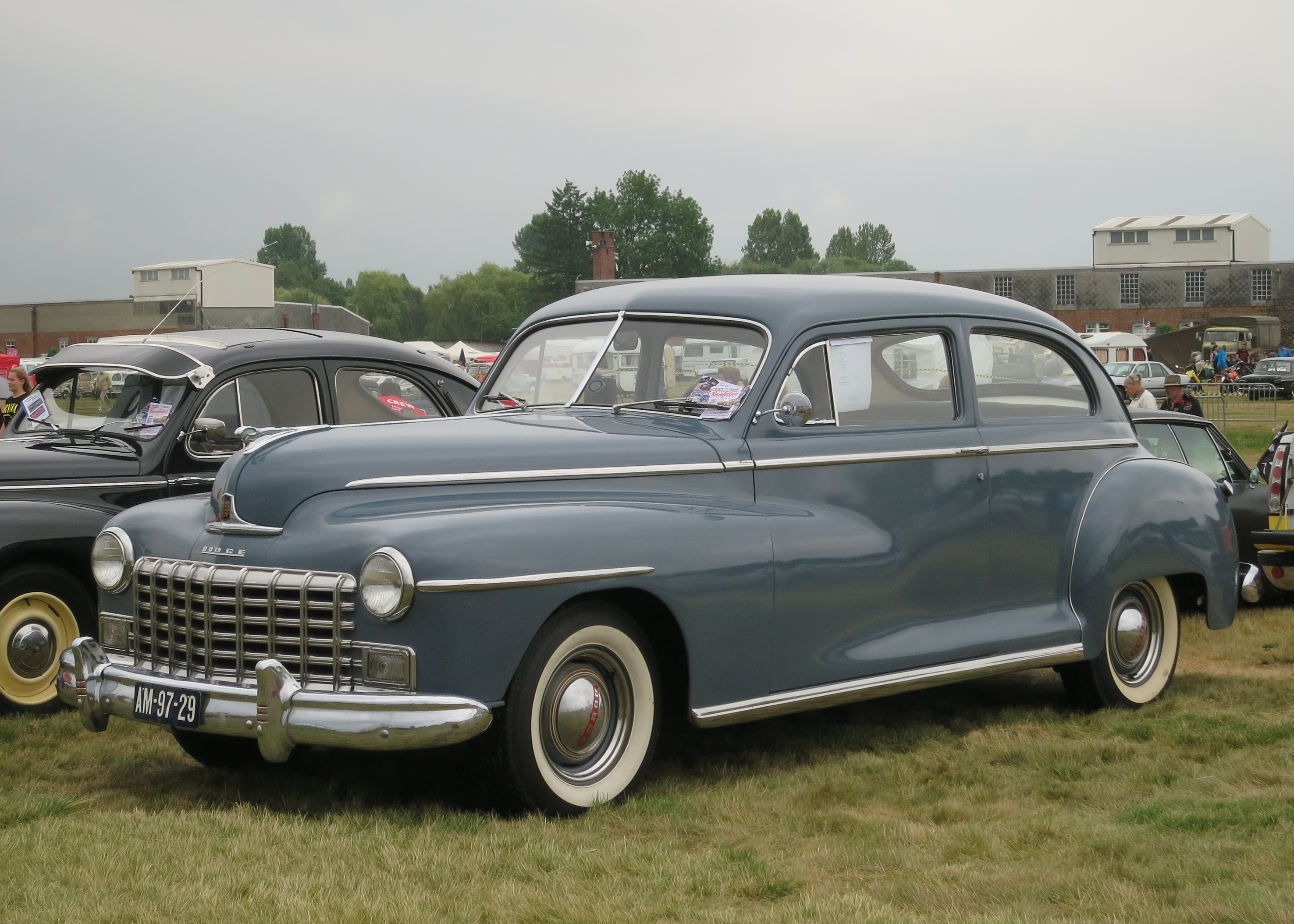
Dodge Deluxe Sedan
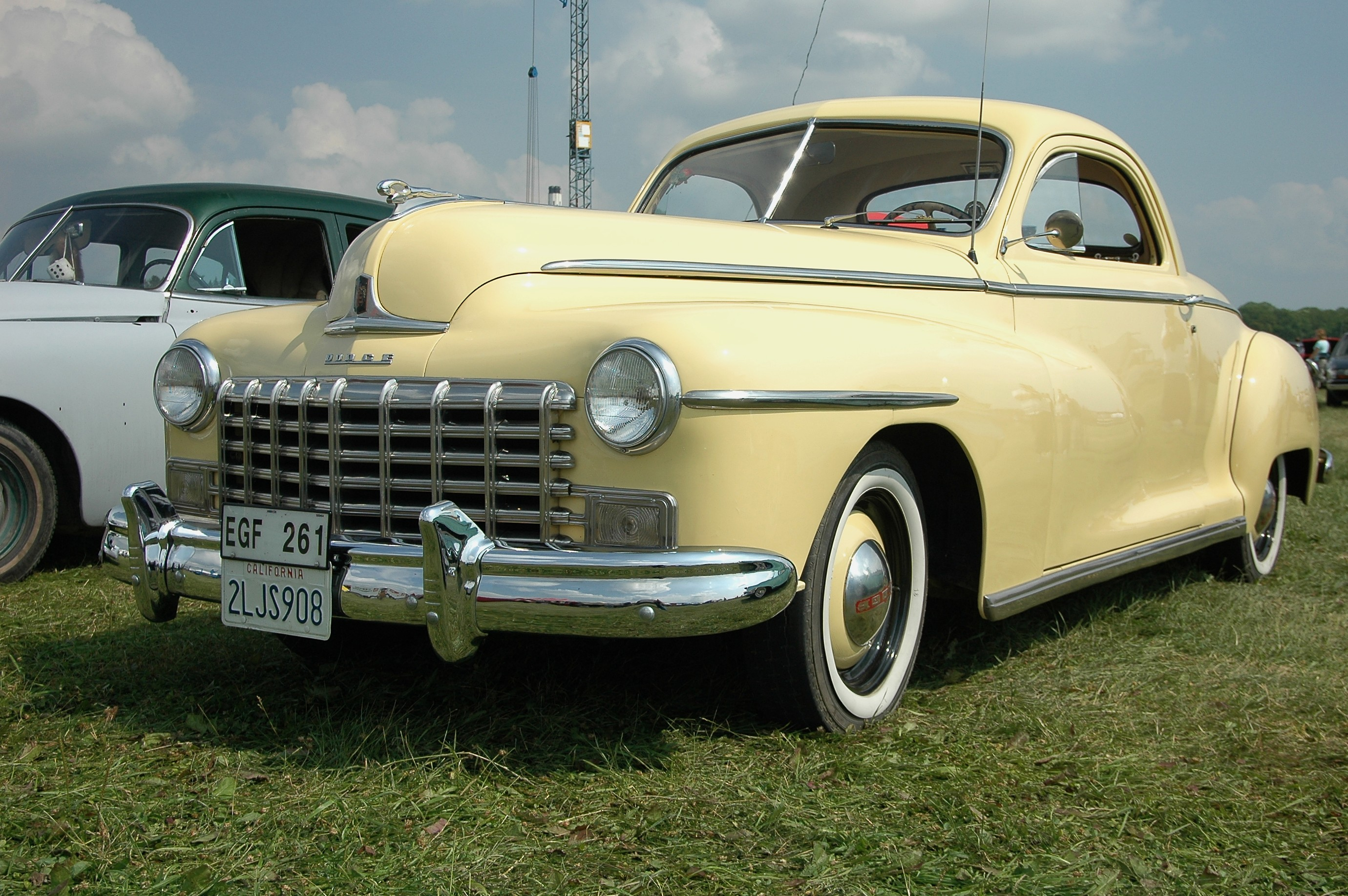
Dodge Deluxe Coupe